# ECCO City Green
ECCO City Green is een Botswaanse voetbalclub uit de stad Francistown. De club werd in 2003 opgericht en behaalde haar grootste succes in 2007 door landskampioen te worden van Botswana.

## Palmares
- Landskampioen

2007
Botswana Defence Force XI · 
Botswana Meat Commission · 
ECCO City Greens · 
Extension Gunners · 
FC Satmos · 
Gaborone United · 
Miscellaneous · 
Mochudi Centre Chiefs · 
Mogoditshane Fighters · 
Motlakase Power Dynamos · 
Nico United · 
Notwane FC · 
Police XI · 
TAFIC · 
Township Rollers · 
Uniao Flamengo Santos